# Dionigi Tettamanzi

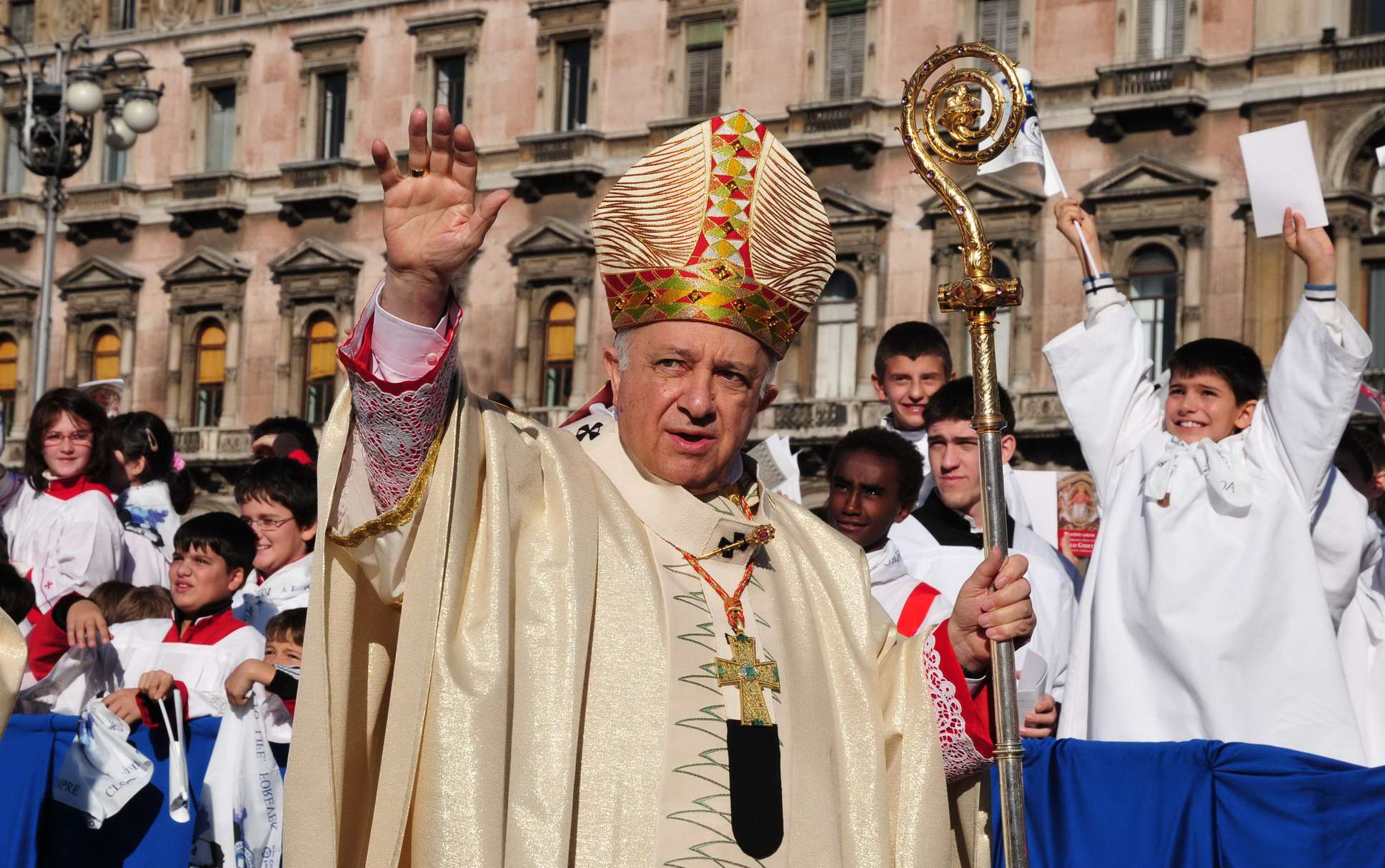
El cardenal Dionigi Tettamanzi durant la celebració de la beatificació de don Carlo Gnocchi el 25 d'octubre de 2009.

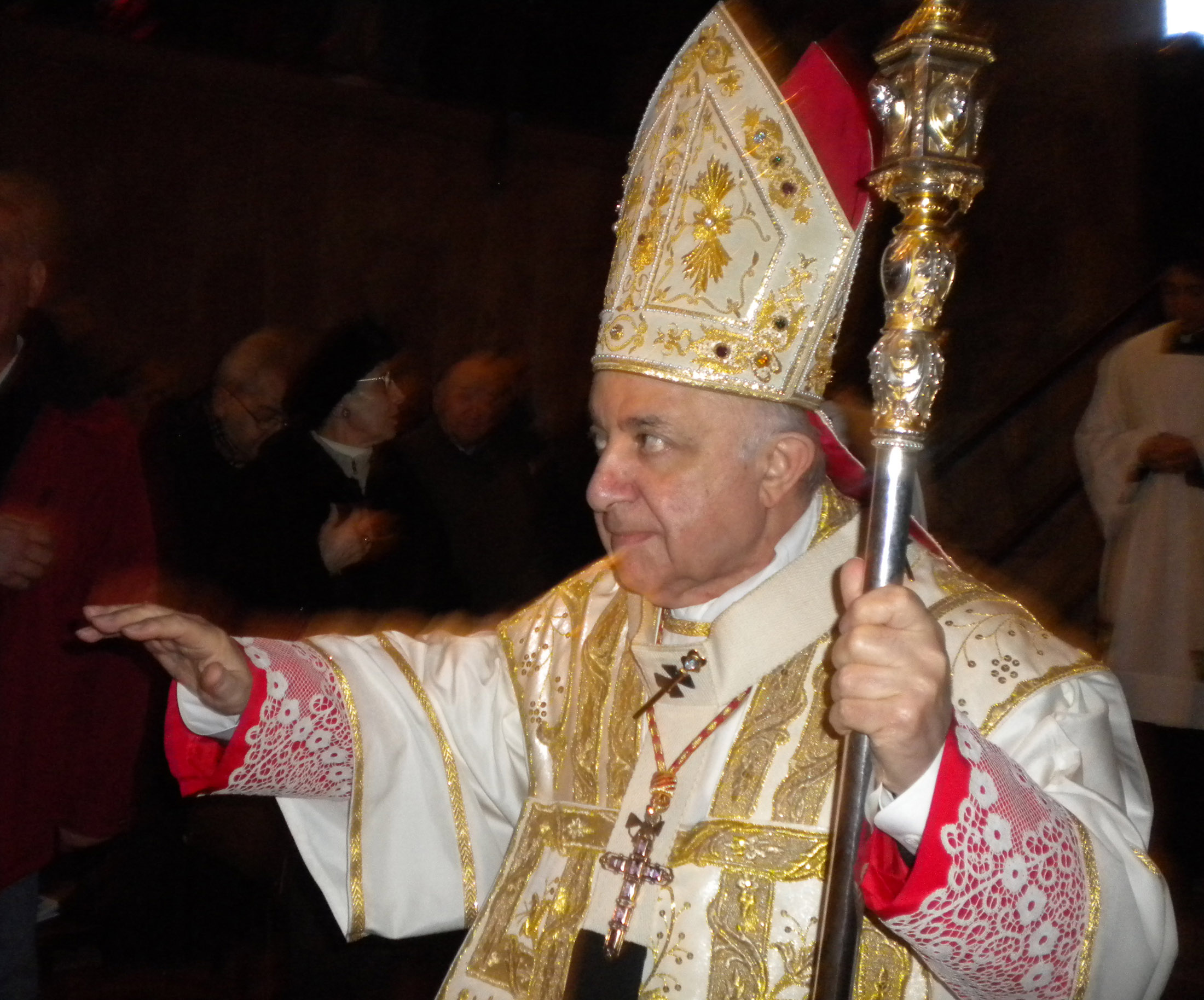
El cardenal Tettamanzi a Lodi el 19 de gener de 2011 durant el pontifical de san Bassiano.

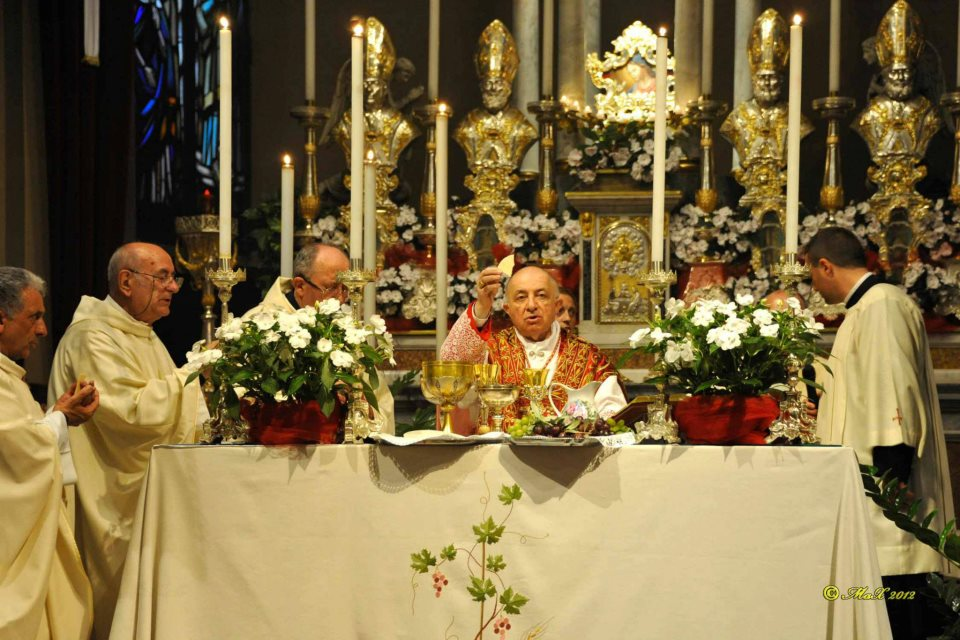
El cardinal Tettamanzi a Vittuone el maig de 2012 durant les celebracions per la festa patronal de la Santa Creu.

Dionigi Tettamanzi (Renate, 14 de març de 1934 - Triuggio, Itàlia, 5 d'agost de 2017) fou un clergue italià, cardenal de l'Església Catòlica. Fou arquebisbe emèrit de Milà, elevat al Col·legi Cardenalici el 1998. Abans del seu servei a Milà, fou arquebisbe de Gènova.

## Biografia
Tettamanzi va néixer a Renate, llavors a la província de Milà (avui a la província de Monza i Brianza).
Als 11 anys, al 1945, ingressà al seminari menor de Seveso i al seminari de Venegono Inferiore i, finalment, a la Pontifícia Universitat Gregoriana a Roma, on assolí un doctorat en teologia.
Va ser ordenat prevere el 28 de juny de 1957 per l'arquebisbe Giovanni Battista Montini. Serví com a rector de l'arquebisbat de Milà, així com a formador dels seminaris menors de Masnago i de Seveso San Pietro entre 1960 i 1966; així com al seminari major de Venegono entre 1966 i 1986.
Va fer de professor de teologia moral al seminari de Venegono Inferiore des del 1959; a motiu de la seva predilecció pels temes del matrimoni, de la sexualitat o de la bioètica, va ser reclamat pel Papa Joan Pau II per col·laborar en la redacció d'algunes de les seves encícliques.
Nomenat rector del Pontifici Seminari Llombard de Roma el 1987, treballà al servei de la cúria pontifícia i de la Conferència Episcopal Italiana.

### Bisbe
L'1 de juliol de 1989, el Papa Joan Pau II el nomenà arquebisbe d'Ancona-Osimo. Rebé la seva consagració episcopal de mans del cardenal Carlo Maria Martini SJ al Duomo de Milà el 23 de setembre següent, amb l'arquebisbe Carlo Maccari i el bisbe Bernardo Citterio com a coconsagradors. En ser escollit Secretari General i Vicepresident de la Conferència Episcopal Italiana, Tettamanzi presentà la dimissió com a bisbe el 6 d'abril de 1991.
El Papa Joan Pau II reclamà Tettamanzi de nou al servei ministerial actiu, nomenant-lo arquebisbe de Gènova el 20 d'abril de 1995. El 21 de febrer de 1998 va ser creat cardenal pel Papa Joan Pau II, amb el títol de cardenal prevere de Ss. Ambrogio e Carlo. En anunciar-se el retir del cardenal Martini, Tettamanzi va ser nomenat nou arquebisbe de Milà l'11 de juliol de 2002. El 24 de setembre rebé el pal·li del Papa a la capella privada del Palau Apostòlic de Castel Gandolfo, i entrà solemnement a l'arxidiòcesi el 29 de setembre del mateix any.
Amb la mort i funeral del Papa Joan Pau II va iniciar-se una intensa especulació sobre el seu successor. La situació de Tettamanzi al capdavant d'una arxidiòcesi que històricament ha estat vista com un pas vers el Papat (i considerada una de les diòcesis italianes més riques i poderoses), així com el seu carisma i popularitat entre la gent el situaren segons la premsa italiana en un dels favorits per succeir Joan Pau II. Ell mateix semblava comptar amb l'èxit, fent un elaborat photo-call en la seva marxa de la diòcesi al conclave. La premsa el mostrà com un dels principals candidats italians, però ara els cardenals italians són una minoria al Col·legi de Cardenals. A més, Tettamanzi no és una figura a nivell internacional. Es diu que no va tenir més de dos vots. L'elecció va recaure en el cardenal alemany Joseph Ratzinger. El cardenal Tettamanzi només parla italià, la qual cosa és un desavantatge en un moment en què els líders nacionals, i especialment els papes, se'ls exigeix que parlin diverses llengües estrangeres. A més, és poc conegut fora d'Itàlia.
En resposta al motu proprio, Summorum Pontificum del Papa Benet, el cardenal Tettamanzi afirmà en certa controvèrsia que aquell document no s'aplicaria les diòcesis septentrionals italianes, car fan servir el ritu ambrosià més que no pas el romà.
El 20 de març de 2008, Tettamanzi publicà el nou Leccionari del ritu ambrosià, prèviament confirmat amb la Santa Seu, que supervisà l'edició experimental de 1976, complint per aquest ritu la reforma litúrgica posterior al Concili Vaticà II. La decisió de complir amb la reforma ja havia estat madurada pel seu predecessor, Carlo Maria Martini.
Al desembre d'aquest any constituí el "Fons familia-treball " per donar ajuda als que, davant la crisi econòmica que va començar aquell any, estaven perdent la feina. El fons es va iniciar amb un milió d'euros posats a disposició pel cardenal, com es va anunciar en l'homilia de la missa de la Nit de Nadal:
| « | Com la posada en marxa d'aquest fons, esboç del vuit per mil destinat a obres de caritat, les ofertes rebudes en els últims dies "per a la caritat de l'Arquebisbe", de sobrietat de la diòcesi i les meves opcions personals poso a disposició al xifra inicial d'un milió d'euros. | » |

El 15 de març de 2009, d'acord amb el cànon 401 del codi de dret canònic, presentà la seva dimissió del càrrec d'arquebisbe de Milà; però el Papa Benet no l'acceptà en aquell moment i el 9 d'abril la Santa Seu el confirmà Donec provideatur Aliter per dos anys més.
Al desembre, va patir els atacs de la Lliga Nord (per part del diari La Padania, d'Umberto Bossi, Roberto Calderoli i Matteo Salvini), després d'haver criticat a l'alcaldessa Letizia Moratti per campanya de desallotjament contra els romanesos i haver demanat als polítics a reinventar la «solidaritat ambrosiana». D'acord amb Alberto Melloni, aquest tipus d'atacs formaven part d'una estratègia de la Lliga Nord per tal d'influir en la successió.
L'11 de juny 2011 es promulgà el nou Evangeliari Ambrosià, nou volum del Leccionari Ambrosià, l'original del qual donà al Duomo de Milà .
Finalment, el 28 de juny de 2011, 54è aniversari de la seva ordenació presbiteral, s'acceptà la seva renúncia al govern pastoral de l'arxidiòcesi per a la consecució dels límits d'edat i es nomenà Angelo Scola, fins llavors Patriarca de Venècia, com el seu successor. Després de la seva dimissió resideix a Triuggio, en una vila propietat de l'arxidiòcesi de Milà.
Al juliol de 2012 va ser nomenat administrador apostòlic de la diòcesi de Vigevano; càrrec que ocupà fins al 20 de juliol de 2013, quan s'anuncià el nomenament deMaurizio Gervasoni com a nou bisbe.
Va ser un dels cardenals electors que van participar en el conclave de 2013, que escollí el Papa Francesc.
El 14 de març de 2014 complí 80 anys i, d'acord amb les disposicions del motu proprio Ingravescentem Aetatem del Papa Pau VI de 1970, havia d'abandonar tots els càrrecs que ocupés a la Cúria Pontifícia, així com el dret d'entrar al conclave.
El cardenal Tettamanzi ha ocupat els següents càrrec a la Santa Seu:
- consultor del Pontifici Consell per a la Família (1982)
- consultor del Consell Pontifici per a la Cura Pastoral dels Treballadors dels Serveis de Sanitat (1985)
- consultor del Congregació de la doctrina de la Fe (de febrer de 1989)
- membre del Consell Pontifici per a la Cura Pastoral dels Treballadors dels Serveis de Sanitat (1991)
- membre del Consell pontifici per a les Comunicacions Socials (1994)

A més, era membre efectiu o honorífic de les següents institucions:
- membre de la Congregació per a les Esglésies Orientals
- membre de la Congregació per al Clergat
- membre de la Congregació dels Seminaris i dels Instituts d'Estudi
- membre de la Prefectura dels Afers Econòmics de la Santa Seu
- membre del Consell de Cardenals pels estudis dels problemes organitzatius i econòmics de la Santa Seu
- acadèmic honorífic de la Pontificia Accademia di San Tommaso d'Aquino
- president de l'Istituto Toniolo.

## Magisteri social
Tettamanzi declarà que l'objectiu d'una empresa no havia de ser només crear beneficis per als accionistes, sinó que havia de ser una comunitat de persones que treballessin conjuntament per satisfer les necessitats de les persones involucrades a la empresa. També afirmà que una persona necessita estabilitat a la seva feina per tal de poder planificar la seva vida.
En el seu discurs a la diòcesi en el dia de Sant Ambrós de 2008 va dir que els musulmans tenen el dret a construir les seves mesquites a ciutats de països principalment catòlics.Al 2010 es reafirmà en que no tots els immigrants a Itàlia són criminals.

## Honors
Balí cavaller de Gran Creu de Justícia del Sacre Orde Militar Constantinià de Sant Jordi (Casa de Borbó-Dues Sicílies)
 Gran Creu de Cavaller de l'orde eqüestre del Sant Sepulcre de Jerusalem (Santa Seu)
Gran Medalla d'Or de l'Ambrogino d'or – Milà, 7 de desembre de 2011